# (400434) 2008 DP8
(400434) 2008 DP8 es un asteroide perteneciente al cinturón de asteroides, región del sistema solar que se encuentra entre las órbitas de Marte y Júpiter, descubierto el 24 de febrero de 2008 por Wolf Bickel desde el Observatorio de Bergish Gladbach, Bergisch Gladbach, Alemania.

## Designación y nombre
Designado provisionalmente como 2008 DP8. 

## Características orbitales
2008 DP8 está situado a una distancia media del Sol de 3,001 ua, pudiendo alejarse hasta 3,631 ua y acercarse hasta 2,372 ua. Su excentricidad es 0,209 y la inclinación orbital 9,577 grados. Emplea 1899,72 días en completar una órbita alrededor del Sol.

## Características físicas
La magnitud absoluta de 2008 DP8 es 16,1. 